# 小行星3264
小行星3264（3264 Bounty）是一颗绕太阳运转的小行星，为主小行星带小行星。该小行星于1934年1月7日发现。
該小行星以英國三桅商船邦蒂號命名。

## 轨道参数
小行星3264的轨道半长轴为3.1627995 UA，离心率为0.130。